# Perényi Károly
Szerémi báró Perényi Károly (Nagyszombat, 1762. november 1. – Pest, 1819. március 15.) címzetes püspök, hétszemélynök.

## Élete
Perényi Ignác és gróf Berényi Klára fia. 1780-ban a bécsi Pázmáneumban tanult. 1785-ben fejezte be hittudományi tanulmányait a pozsonyi papnevelőben. Pappá szentelését követően Batthyány József primás maga mellé vette udvari káplánnak. Hamarosan azonban a generalis papnevelő tanulmányi felügyelője lett. 1788. május 1-vel elnyerte a gútai plébániát és 1790. november 12-től esztergomi kanonok lett. A káptalanban 1807. március 1-től nógrádi főesperéssé, 1811. március 9-től szentgyörgymezei préposttá, 1818. augusztus 4-én pedig őrkanonokká lépett elő.
1808-tól mint tiberiási püspök működött az egyházmegyében. Még előbb pedig a bosoni püspöki címet viselte. Tagja volt a hétszemélyes táblának is.

## Műve
- 1776 Panegyricus divo Francisco Xaverico dictus. Dum inclita facultas philosophica in ... universitate Tyrnaviensi annuum eidem tutelari suo honorem persolveret. Tyrnaviae